# Radio Sonora
Radio Sonora es una red de emisoras de radio del estado mexicano Sonora. Sirve al 95% del estado a través de 30 estaciones de FM, convirtiéndola en la segunda mayor red de estaciones públicas estatales en México.
Inició operaciones durante la gubernatura de Samuel Ocaña García (1979–1985).

## Estaciones
El gobierno del estado posee 30 estaciones de radio, la segunda red de radio más grande de un estado en México, es la que lleva Radio Sonora.
En 9 de septiembre de 2021, Radio Sonora se agregó en dos municipios cómo Bacerac y San Javier.
| Identificativo | Frecuencia | Ciudad                | Potencia |
| -------------- | ---------- | --------------------- | -------- |
| XHHB-FM        | 94.7       | Hermosillo            | 15.4 kW  |
| XHAPS-FM       | 101.3      | Agua Prieta           | 1.538 kW |
| XHMOS-FM       | 94.7       | Álamos                | .525 kW  |
| XHZPE-FM       | 94.7       | Arizpe                | .59 kW   |
| XHHIL-FM       | 90.1       | Benjamin Hill         | .115 kW  |
| XHSOA-FM       | 91.5       | Caborca               | 1.51 kW  |
| XHSEA-FM       | 97.7       | Cananea               | 1.21 kW  |
| XHRBO-FM       | 94.7       | Carbó                 | .59 kW   |
| XHCDO-FM       | 94.7       | Ciudad Obregón        | 3.95 kW  |
| XHGRA-FM       | 94.7       | Granados              | .59 kW   |
| XHGUA-FM       | 106.9      | Guaymas               | .36 kW   |
| XHMUR-FM       | 94.7       | Imuris                | .59 kW   |
| XHKIN-FM       | 95.5       | Magdalena de Kino     | .531 kW  |
| XHMOC-FM       | 94.7       | Moctezuma             | .59 kW   |
| XHCHI-FM       | 94.7       | Nácori Chico          | .59 kW   |
| XHARI-FM       | 105.5      | Nacozari              | .045 kW  |
| XHNAV-FM       | 94.7       | Navojoa               | 1.68 kW  |
| XHNES-FM       | 105.9      | Nogales               | .6 kW    |
| XHPPU-FM       | 105.3      | Puerto Peñasco        | .75 kW   |
| XHIPA-FM       | 94.7       | Sahuaripa             | .59 kW   |
| XHFEL-FM       | 102.3      | San Felipe de Jesús   | .525 kW  |
| XHCRS-FM       | 88.5       | San Luis Río Colorado | .400 kW  |
| XHSPD-FM       | 94.7       | San Pedro de la Cueva | .59 kW   |
| XHSTN-FM       | 94.7       | Santa Ana             | .59 kW   |
| XHSSA-FM       | 88.9       | Sonoita               | .6 kW    |
| XHMZQ-FM       | 99.3       | Tepache               | .046 kW  |
| XHURS-FM       | 103.9      | Ures                  | .59 kW   |
| XHYEC-FM       | 94.7       | Yécora                | .59 kW   |
| XHCPBR-FM      | 99.7       | San Javier            | .195 kW  |
| XHCPBQ-FM      | 104.5      | Bacerac               | .195 kW  |